# دودمان سوبیسکی
دودمان سوبیسکی، (جمع: سوبیسته، مؤنث: سوبیسکا)، با نشان خانوادهٔ یانینا یک خانوادهٔ نجیب زاده از اشراف لهستانی در لهستان در سده‌های ۱۶ و ۱۷ میلادی بودند.

## تاریخچه
بر پایهٔ روایت‌های اسطوره‌ای این دودمان، که مورخان مدرن درست بودن آن را رد کرده‌اند، آنان اصل و نسب خود را به دوک لهستانی، لشک دوم سیاهاز خاندان پیاست رسانده‌اند. یکی دیگر از روایت‌های اسطوره‌ای خانواده گفته، که آنها فرزندان دوک سوبیسلاو، پسر لشک سوم، یک فرمان‌روای اسطوره‌ای از سلسله پاپیولیدجی بوده‌اند. دودمان سوبیسکی، در اواخر سدهٔ ۱۶ و در سدهٔ ۱۷ به اوج قدرت و اهمیت خود رسید؛ زمانی که یکی از اعضای آن، ژان سوم سوبیسکی به پادشاهی لهستان انتخاب شد. عضو مرد آخرین عضو مَردِ این خانواده که با پدر بزرگ ژان سوم، مارک سوبیسکی در سدهٔ ۱۶ آغاز شده‌بود، ۱۶، یاکوب سوبیسکی به (۱۶۶۷–۱۷۳۷) بود.

## نشان‌ها

نشان ملی از جان سوم سوبیسکی به عنوان پادشاه لهستان
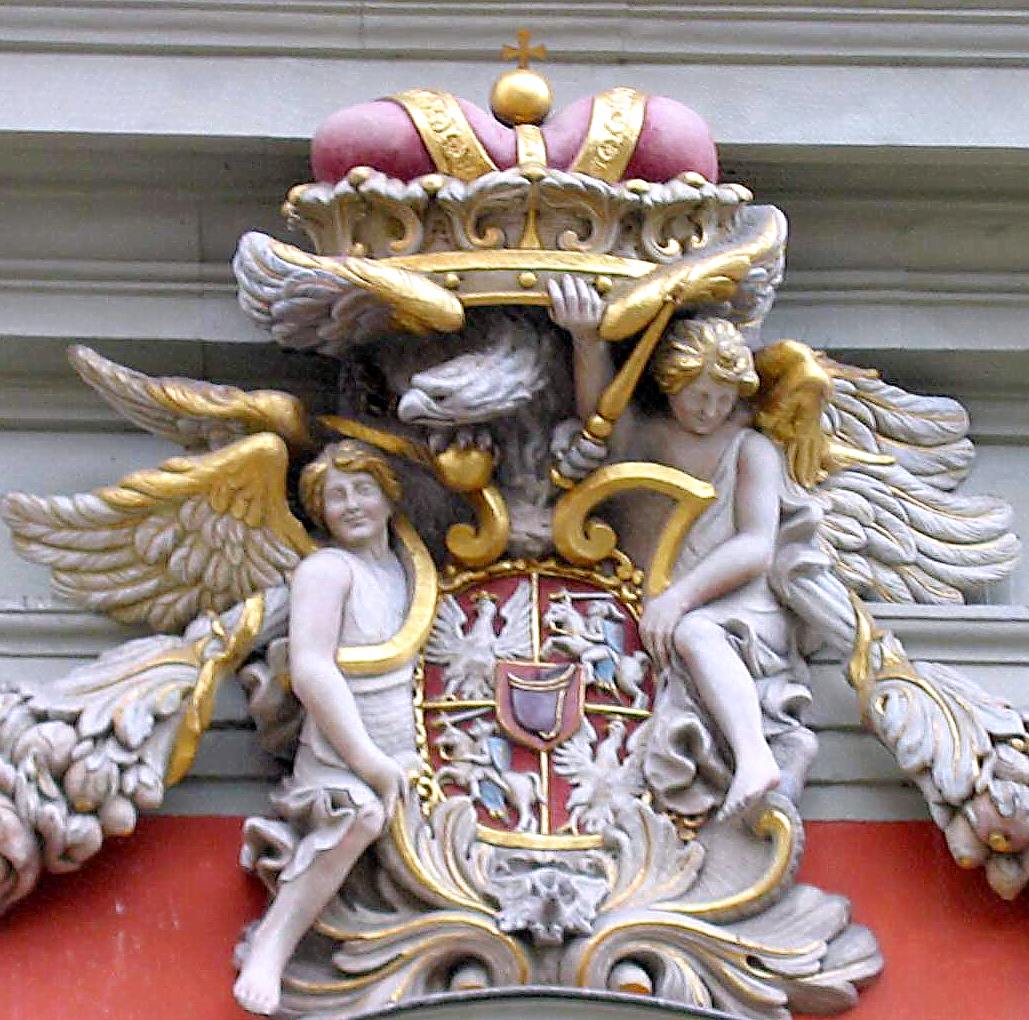
تصویری از تاج سلطنتی سوبیسکی، گدانسک.

## نامداران این دودمان
| نگاره | نام                          | تولد    | مرگ        | پدر و مادر                                             | همسران                                                                                | وظیفه‌ها و عنوان‌ها                                                           |
| ----- | ---------------------------- | ------- | ---------- | ------------------------------------------------------ | ------------------------------------------------------------------------------------- | --------------------------------------------------------------------------- |
|       | استانیسلاو سوبیسکی           | c. ۱۴۵۰ | ۱۵۰۸/۱۵۱۶  | Mikołaj سوبیسکی Jadwiga                                | Małgorzata Krzyniecka                                                                 | وابسته به شلختا، فرمان‌روا (یا مالک) سوبیسشن                                 |
|       | Piotr سوبیسکی                | c. ۱۴۶۰ | بعداز ۱۵۰۸ | Mikołaj سوبیسکی Jadwiga                                | نامش دانسته نیست، بانوی فرمان‌روا (یا مالک) شهرک Sobieszyn Bychawka                    | وابسته به شلختا، فرمان‌روا (یا مالک) Lędo                                    |
|       | سباستیان سوبیسکی             | c. ۱۴۸۶ | ۱۵۵۷       | استانیسلاو سوبیسکی Małgorzata Krzyniecka               | باربارا Giełczewska                                                                   | وابسته به شلختا                                                             |
|       | Jan سوبیسکی                  | c. ۱۵۱۸ | ۱۵۶۴       | سباستیان سوبیسکی باربارا Giełczewska                   | Katarzyna Gdeszyńska                                                                  | Rotmistrz of Cavalry                                                        |
|       | مارک سوبیسکی                 | c. ۱۵۵۰ | ۱۶۰۵       | Jan Sobieski Katarzyna Gdeszyńska                      | Jadwiga Snopkowska Katarzyna Tęczyńska                                                | Voivode of استان لوبلین                                                     |
|       | سباستیان سوبیسکی             | c. ۱۵۵۲ | ۱۶۱۴       | Jan Sobieski Katarzyna Gdeszyńska                      | Anna Zebrzydowska                                                                     | پرچمدار دادگاه تاج و تخت                                                    |
|       | یاکوب سوبیسکی                | ۱۵۹۰    | ۱۶۴۶       | مارک سوبیسکی Jadwiga Snopkowska                        | Marianna Wiśniowiecka Zofia Teofila Daniłowiczówna                                    | Magnate Deputy of the Sejm                                                  |
|       | Aleksandra Sobieska          | c. ۱۵۹۰ | ۱۶۴۵       | مارک سوبیسکی (نشان‌دار) Jadwiga Snopkowska              | Krzysztof Wiesiołowski                                                                | Wife of Great Marshal of Lithuania                                          |
|       | Zofia Sobieska               | c. ۱۵۸۶ | unknown    | مارک سوبیسکی (نشان‌دار) Jadwiga Snopkowska              | Jan Mikołaj Wodyński                                                                  | Wife of استان پودلاسکی                                                      |
|       | Katarzyna Sobieska           | c. ۱۵۸۲ | unknown    | مارک سوبیسکی (نشان‌دار) Jadwiga Snopkowska              | Stanisław Radziejowski                                                                | Wife of Voivode of Rawa and Łęczyca castellan of Rawa Mazowiecka            |
|       | Gryzelda Sobieska            | c. ۱۵۸۸ | ۱۶۲۱       | مارک سوبیسکی (نشان‌دار) Jadwiga Snopkowska              | Dadżbóg Karnkowski Jan Rozdrażewski                                                   | Voivode of Dorpat Carver of Queen Constance of Austria                      |
|       | Marek Sobieski               | ۱۶۲۸    | ۱۶۵۲       | Jakub Sobieski Zofia Teofila Daniłowiczówna            | none                                                                                  | Starost of Jaworów and Krasnystaw Rotmistrz of the Crown Army               |
|       | ژان سوم سوبیسکی              | 1629    | 1696       | Jakub Sobieski Zofia Teofila Daniłowiczówna            | Marie Casimire Louise                                                                 | فهرست شاهان لهستان                                                          |
|       | Katarzyna Sobieska           | ۱۶۳۴    | ۱۶۹۴       | Jakub Sobieski Zofia Teofila Daniłowiczówna            | Władysław Dominik Zasławski-Ostrogski Michał Kazimierz Radziwiłł                      | Wife of Deputy Chancellor of Lithuania and Field Hetman of Lithuania        |
|       | Jakub Ludwik Sobieski        | ۱۶۶۷    | ۱۷۳۷       | ژان سوم سوبیسکی Marie Casimire Louise                  | Jadwiga Elżbieta Amalia Sobieska                                                      | Pretender to the thrones of: لهستان پروس مولدووا مجارستان                   |
|       | Teresa Kunegunda Sobieska    | ۱۶۷۶    | ۱۷۳۰       | ژان سوم سوبیسکی Marie Casimire Louise                  | Maximilian II Emanuel                                                                 | Wife of Elector of Bavaria                                                  |
|       | Aleksander Benedykt Sobieski | ۱۶۷۷    | ۱۷۱۴       | ژان سوم سوبیسکی Marie Casimire Louise                  | none                                                                                  | شاهزادهٔ لهستان                                                              |
|       | Konstanty Władysław Sobieski | ۱۶۸۰    | ۱۷۲۶       | ژان سوم سوبیسکی Marie Casimire Louise                  | Maria Józefa Wessel                                                                   | شاهزادهٔ لهستان                                                              |
|       | Maria Karolina Sobieska      | ۱۶۹۷    | ۱۷۴۰       | Jakub Ludwik Sobieski Jadwiga Elżbieta Amalia Sobieska | Frédéric Maurice Casimir de La Tour d'Auvergne Charles Godefroy de La Tour d'Auvergne | Princess of Turenne Duchess of Bouillon Last surviving member of the family |
|       | ماریا کلمانتین سوبیسکا       | ۱۷۰۱    | ۱۷۳۵       | Jakub Ludwik Sobieski Jadwiga Elżbieta Amalia Sobieska | جیمز فرانسیس ادوارد استوارت                                                           | همسر یک مدعی امپراتوری : اسکاتلند جزیره ایرلند انگلستان                     |

## کاخ‌ها

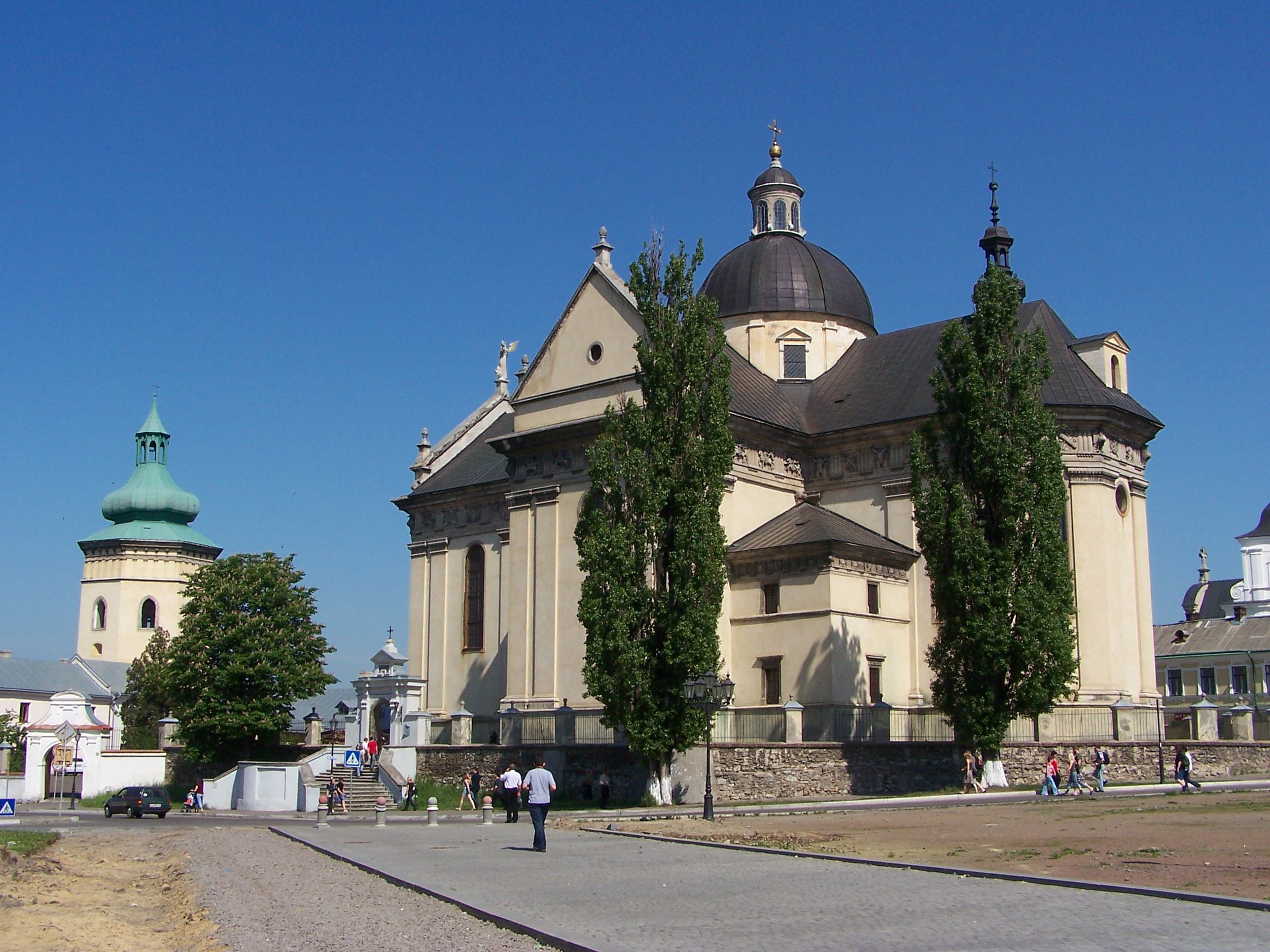
کلیسای لورنس مقدس در ژولکفا. آرامگاه خانوادهٔ ژوکیوسکی و خانوادهٔ سوبیسکی
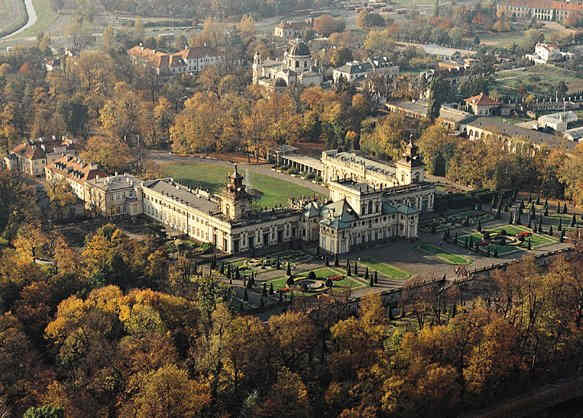
کاخ ویلانف،  ورشو
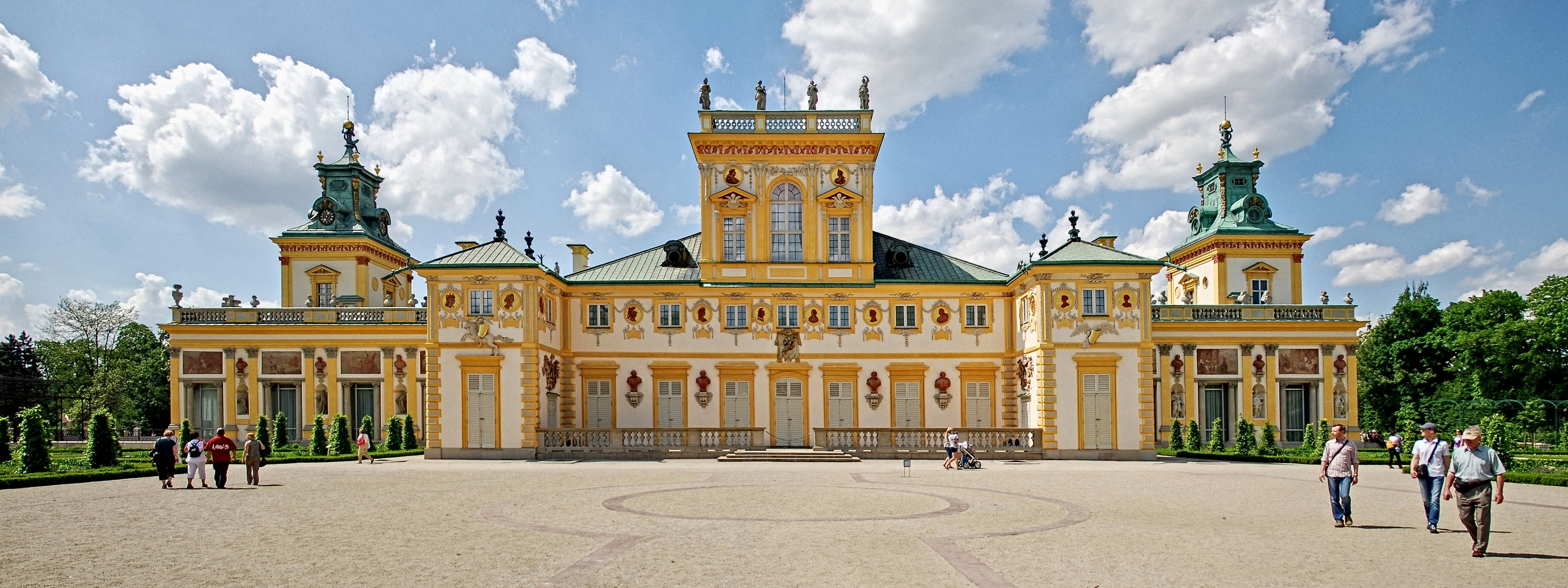
کاخ ویلانف،  ورشو